# 何孟德
彼得·哈蒙德（英語：Peter Mark Haymond），汉名何孟德，曾任美国驻成都总领事馆总领事及美国驻老挝大使，現為亞太安全研究中心高級外交研究員。

## 早年及教育
哈蒙德获杨百翰大学文学士及塔夫茨大學弗莱彻法律与外交学院法律与外交文学硕士和哲学博士。

## 生涯
1991年，何孟德加入美国外交勤务处，担任高級外事官員，级别为公使銜參贊。此后担任美国国务院东亚和太平洋事务局局长、美国驻成都总领事馆总领事、美国驻老挝大使馆副館長。还曾任国务院经济和能源事务局（Bureau of Economic and Energy Affairs）能源和商品处（Division Chief in the Office of Energy and Commodities）处长，以及反恐协调處阿拉伯半岛负责人。之后任美國駐泰國大使館代办。在中国担任驻成都总领事期间，2012年参与处理了王立军事件。
2019年9月3日，唐纳德·特朗普提名何孟德出任下任美国驻老挝大使，其提名于同年9月9日呈至美国参议院，本人于10月31日接受外交委员会听证，最终于12月19日以口头表决形式获参议院通过。2020年1月15日宣誓就职，2月7日到永珍向老挝国家主席本扬·沃拉吉递交国书。
2023年8月，何孟德正式離任寮國大使，同年9月加入亞太安全研究中心，擔任高級外交研究員。

## 个人生活
何孟德与妻子杜萨迪（Dusadee）结婚30多年。他能说老挝语、泰语、普通话和法语。